# フルカワユタカ
フルカワ ユタカ（1978年2月28日 - ）は、日本のミュージシャン。古川裕、と表記することもある。ロックバンド・DOPING PANDAのボーカル・ギター。DOPING PANDAではYutaka Furukawaの名義で活動している。自称・愛称ともに「ロックスター」、または「スター」。山口県山口市出身。山口県立山口高等学校、電気通信大学卒。A型。身長174cm。

## 来歴
1997年にスリーピースロックバンド「DOPING PANDA」を結成。
2012年4月にDOPING PANDAが解散。その後、2012年8月にソロ活動を開始。
2013年1月に渋谷クアトロで初のソロ・3daysライブを行い、同年11月13日にアルバム「emotion」をリリース。2014年1月から3月にかけて、初のソロツアー「emotion tour 2014」で全国14ヵ所を回った。
2016年3月5日-4月30日、Base Ball Bearのライブツアー「Base Ball Bear Tour『LIVE BY THE C2』」でサポートギターを務める。
2016年の夏フェス以降、LOW IQ 01 & THE RHYTHM MAKERSのギタリストとして参加。
2017年2月には、ソロ2ndアルバムのツアー「And I'm a Rock Star TOUR」を行い、東京・名古屋・大阪を回った。
翌年の2018年は、自身の音楽活動20周年・ソロ活動5周年のダブル周年イヤーとなるため、前後に多数の記念ライブやイベントが組まれた。
まず2017年11月には、自身の音楽活動の集大成的なライブ「フルカワユタカ SHELTER 3days」を東京・下北沢SHELTERにて開催。チケットは全日SOLD OUTした。1日目は「バック・トゥ・ザ・インディーズ」、2日目は「フルカワユタカはこう弾き語った」、3日目は「無限大ダンスタイム'17」と銘打ち、各日で多彩なパフォーマンスを見せた。
2018年1月28日には、自身初の主催フェス「5x20（ファイブバイトゥエンティ）」を東京・新木場STUDIO COASTで実施。大成功を収めた。なお、当日のアンコールでは、解散したDOPING PANDAが限定復活し、Twitterのトレンドや各種音楽ニュースサイトに速報が掲載されるなど大きな話題を呼んだ。
2018年1月から4月にかけて、ソロ3rdアルバムのツアー「Yesterday Today Tomorrow TOUR」を行い、全国12ヶ所を回った（うち7ヶ所はバンドセット、5ヶ所はアコースティック。アコースティックの京都と札幌は特に人気が高かったため、追加公演を行った）。
2020年10月から放送されているフジテレビ系のバラエティ番組『千鳥のクセがスゴいネタGP』の番組テーマソングを担当している。
2022年1月18日、DOPING PANDAの再結成を発表。

## 人物
- ベーシストであるフルカワミキとは苗字・本名の片仮名表記を名義としている点が共通だが、両者に血縁関係は無い。
- 15歳の時に音楽をやろうと決め、ギターを始める。初期は洋楽、ハードロック、特にレッド・ツェッペリンやヴァン・ヘイレンの影響を強く受け、高校3年間はひたすらギターの練習をしていた[9]。
- ライブ時のギターはデビュー時から一貫してフェンダー・テレキャスターを使用している。
- アイデンティティはギタリスト[10]。ギタリストにしては珍しく、エレキギターを2本しか所持していない。どちらもマスタービルダー[11]のマーク・ケンドリック（Mark Kendrick）が作った同じタイプのフェンダー・テレキャスターである。
- 邦楽ではユニコーン、奥田民生が好きで、音楽ニュースサイトナタリーの企画で奥田と対談したり、アンプを譲り受けたこともある[12]。
- ミュージシャン仲間では、ART-SCHOOLの木下理樹、誕生日が1年違いで同じ髭の須藤寿などと親交が深い。
- 音楽情報サイト「BARKS」にコラムを連載している[13]。ミュージシャン仲間やメイニア（DOPING PANDAやフルカワユタカのファンは「メイニア」と総称される。特にDOPING PANDAのファンは「ドーパメイニア」、フルカワユタカのファンは「ユタカメイニア」とも呼ばれる）からの人気が高い。

## 使用機材
- Fender custom shop Musterbuilt by Mark Kendrick  CUSTOM TELECASTER（2005年製 N.O.S　3tone sunburst）

Fenderのマスタービルダー、マーク・ケンドリック（Mark Kendrick）製作のカスタムテレキャスター。DOPINGPANDA時代の2007年頃からメイン機として使用している。
白のバインディングで囲われた3tone sunburstにハムバッカーを2発搭載した所謂テレギブである。見た目ではわからないが内部がセミホロウ構造になっており、ボディ裏センターがフレイムメイプルで貫かれるなど非常に珍しい仕様であり、フルカワ自身もコラムで「他で似た音のギターを聴いた事も無く、換えが全く効かないので誰かに壊されたり盗難されたりが心底怖い。」と語っている。
- Fender custom shop Musterbuilt by Mark Kendrick  CUSTOM TELECASTER（製作年不明　Natural）

メイン機と同じくマーク・ケンドリック製作の2ハムのカスタムテレキャスター。メイン機がセミホロウ構造であることに対し、本機は一般的なソリッドボディである。
木目を生かしたナチュラルカラーのボディに、鼈甲柄のバインディングを合わせるなど、こちらも珍しい仕様となっている。
LOW IQ 01 & THE RHYTHM MAKERSのサポート時は本機を使用する他、自身のライブでもメイン機のトラブル時に使用される。
- Greco ZEMAITIS GZA-2600

ハート型のホールが特徴的なアコースティックギター。弾き語りの際は本機を使用する他、登場頻度は低いがGibsonのアコースティックギターを所有している。
- Bogner Shiva Custom

奥田民生から譲り受けたメインアンプ。日本限定仕様の赤いトーレックス、2ch仕様のオールチューブアンプ。フルカワは、ラインセレクターにより後述のFenderアンプと使い分けている。
- Fender custom shop Tone Master

白のトーレックスに、2ch仕様のチューブアンプ。ラインセレクターによりBognerとギターソロ用の歪み、バッキング用の軽めの歪み（もしくはクリーン）を使い分けている。
- KORG DT-10

フルカワは自身のライブではエフェクターを一切使用せず、足元に置いてあるのは本機チューナーと、アンプを切り替えるためのラインセレクターのみである。なお、ライン録りや自身のアンプが持ち運べない環境ではエフェクターボードを使用しており、providence製のオーバードライブやピッチシフターと思われるエフェクターを愛用する。
- ERNIE BALL 　Power Slinky #2220

ゲージは11-48と太めの弦を愛用している。
DOPING PANDAの公式バンドスコアによれば、チューニングは半音下げ。

## サポートメンバー
- 村田シゲ @kumawaku - ベース担当。
  - □□□、CUBISMO GRAFICOでも活動中。
  - フェンダー・ジャズベース、Freedom Custom Guitar Resarch製の5弦JBを使用。

- 雲丹亀卓人 @U2game_Sawagi - 村田シゲ不在時のベース担当。
  - Sawagiのベーシスト。
  - Alleva-Coppoloの5弦JB、GALLIEN-KRUEGERのFusion550を使用。

- 宇野剛史 @unochannel_net - ベース担当。
  - GOLIATH、Poet-type.M、LiSAでも活動中。
  - ex.ART-SCHOOLのメンバー。

- 新井弘毅 @arai_Dalmatian - ギター担当。
  - 特徴的な髪型から、フルカワユタカに「高速のプードル」とあだ名をつけられている。
  - 元serial TV dramaのギター兼リーダー及び作曲担当。
  - フェンダー・スーパーソニックを使用。
  - エフェクターは
    - セイモア・ダンカンのピックアップブースター
    - BOSSのオクターバー
    - BOSSのデジタルリバーブ
    - BOSSのメタルゾーン
    - あともう一つ(本人曰く秘密)

- カディオ @kahadio - ドラム担当。
  - QUATTROのドラム担当。
  - 自称「最高のイケメンドラマー！」。
- 神林翔太 @kanbashota - ドラム担当。
  - カディ林ではない。
  - 寒椿でもない。
- 岸本亮 @MELTEN_JABBER -ピアノ担当。
  - インストゥルメンタルバンド fox capture plan のリーダー。
  - 「フルカワユタカ SHELTER 3days」の2日目にて、ドラムの神林翔太とともに3ピースを編成した際に出演。

## ディスコグラフィー

### 配信シングル
| 発売日        | タイトル                   | レーベル           | 備考                         |
| ------------- | -------------------------- | ------------------ | ---------------------------- |
| 2019年8月14日 | プラスティックレィディ     | Niw! Records       |                              |
| 2020年2月26日 | Slow Motion (2020mix)      | Niw! Records       |                              |
| 2020年3月11日 | Yesterday Today Tomorrow   | Niw! Records       |                              |
| 2021年1月27日 | BOY                        | Sony Music Artists | iTunes、レコチョク他で配信。 |
| 2021年8月11日 | 夏の鉄塔                   | Sony Music Artists |                              |
| 2022年5月25日 | BREATH                     | Niw! Records       |                              |
| 2023年8月9日  | この幸福に僕は名前をつけた | asian gothic label |                              |

### ベストアルバム
|     | 発売日        | タイトル | 規格品番 | 収録曲 | 備考 |
| --- | ------------- | -------- | -------- | --- | ---- |
| 1st | 2020年3月25日 | 傑作選   | NIW149   | 1. Yesterday Today Tomorrow *録り下ろし新曲 2. コトバとオト feat.Base Ball Bear 3. クジャクとドラゴン feat.安野勇太(HAWAIIAN6) 4. ドナルドとウォルター feat.原昌和(the band apart) 5. 僕はこう語った 6. busted 7. days goes by 8. シューティングゲーム 9. slow motion（2020mix） 10. プラスティックレィディ 11. I don't wanna dance 12. サバク 13. next to you 14. too young to die 15. Beast 16. farewell 17. 密林*録り下ろし新曲 |      |

## ミュージックビデオ
| 監督      | 曲名                                                                                  |
| --------- | ------------------------------------------------------------------------------------- |
| 西 弾     | 「Beast」                                                                             |
| 三石 直和 | 「too young to die」                                                                  |
| 高村 佳典 | 「I don't wanna dance」 「サバク」 「真夜中のアイソレーション」                       |
| 北山 大介 | 「days goes by」                                                                      |
| 青木 亮二 | 「ぼくはこう語った」 「ドナルドとウォルター」 「クジャクとドラゴン」 「コトバとオト」 |

## 主なライブ

### ワンマンライブ・主催イベント
- 2013年1月26日-30日（3公演） - Yutaka Furukawa QUATTRO 3days ～first communication～
  - w/QUATTRO/Hermann H.&The Pacemakers/ART-SCHOOL
- 2013年4月5日-6月30日（4公演） - YUTAKA FURUKAWA & FRONTIER BACKYARD 共同企画「ダブル・ミーニング」
- 2013年9月13日-22日（3公演） - yutaka furukawa presents 関東 Short Circuit
  - w/QUATTRO/Nile long
- 2013年11月29日-12月21日（3公演） - yutaka furukawa one-man show in Nov/Dec
- 2014年1月26日-3月28日（14公演） - フルカワユタカ「emotion tour 2014」
  - w/湯浅将平（Base Ball Bear）/須藤寿（髭）
- 2014年4月26日-5月9日（3公演） - フルカワユタカ electric communication Vol.1
  - w/THE STARBEMS

- 2015年5月17日 - 無限大ダンスタイム 2015

- 2015年12月2日,4日（2公演） - 無限大ダンスタイム EAST & WEST

- 2016年6月18日 - Play With B 〜with C2〜
  - w/ Base Ball Bear
- 2016年7月22日 - Play With B 〜with See You〜
  - w/ the band apart

- 2017年2月10日-28日 - And I'm a Rock Star TOUR（band set 3公演）、And I'm a Rock Star TOUR extra（acoustic 4公演）
  - ツアーファイナルの28日は w/須藤寿（髭）
- 2017年6月4日 - Play With 〜with Newest B〜
  - w/ Bentham
- 2017年7月28日 - Play With 〜with Melancholy A〜
  - w/ ASPARAGUS
- 2017年11月28日-30日（3公演） - フルカワユタカ SHELTER 3days
- 2018年1月13日-3月11日 - yesterday today tomorrow TOUR（band set 6公演）、yesterday today tomorrow TOUR extra（acoustic 5公演+追加2公演）
  - extraはw/ 荒井岳史（the band apart）

- 2018年1月28日 - 5✕20
  - w/ love and DOPING PANDA
- 2018年2月28日 - 2✕28
  - w/ 須藤寿（髭）
- 2018年4月13日 - yesterday today tomorrow TOUR ファイナル
  - w/ the special guests
- 2018年6月29日 - 5×20 additional, PlayWith シックス ～with SICS～
  - w/ POLYSICS
- 2018年7月18日-9月26日（11公演） - アコースティックツアー「僕はこう弾き語った」
  - w/ 神林翔太 and/or 岸本亮（fox capture plan）
- 2018年8月31日 - 5×20 additional, PlayWith シックス ～with 6 & STOMPIN' BIRD～
  - w/ HAWAIIAN6, STOMPIN' BIRD
- 2018年10月19日 - フルカワユタカ ワンマンショー in 札幌
- 2018年10月28日、10月29日、10月31日（3公演）- フルカワユタカpresents 5×20 additional「PlayWith tour2018」
  - w/ 荒井岳史（solo band set 28日）、w/ 夜の本気ダンス（29日）、w/ 髭（31日）
- 2019年1月26日-4月21日 - ワンマンツアー「ロックスターとエレキギター」（全国14公演）
- 2019年1月29日、30日 - Sgリリース記念特別企画 「ユウタとユタカ」(acoustic LIVE)
  - w/安野勇太（HAWAIIAN6）
- 2019年2月28日 - フルカワユタカ×須藤寿 生誕祭 III
  - w/須藤寿（髭）
- 2019年5月20日 - アコースティック企画<眠りたくない春の夜は>
- 2019年7月12日〜7月23日 - フルカワユタカ 「epoch」 アコースティックプレツアー
- 2019年8月31日〜11月16日 - フルカワユタカ ワンマンツアー「epoch」
- 2020年2月28日 - フルカワユタカ×須藤寿 SEITANSAIIV
- 2020年3月29日 - フルカワユタカ&the band apart 生配信ライブ
- 2020年7月31日 - オンガクミンゾク Vol.1
  - w/須藤寿
- 2020年8月30日 - オンガクミンゾク Vol.2
  - w/原昌和
- 2020年9月27日 - オンガクミンゾク Vol.3
  - w/Base Ball Bear
- 2020年10月25日 - オンガクミンゾク Vol.4
  - w/岸本亮, 井上司, ハマ・オカモト
- 2020年11月23日 - 生配身
- 2021年2月28日 - フルカワユタカ×須藤寿 「SEITANSAI V」
- 2021年6月26日〜7月2日 - フルカワユタカ ONE MAN TOUR「YF」前編
- 2021年8月1日 - オンガクミンゾク Vol.11
  - w/LOW IQ 01

### 出演イベント
- 2011年6月4日 - SAKAE SPRING 2011
- 2013年5月27日 - Niw! Records 10th Anniversary -Niw! Standard-
- 2013年10月10日 - ART-SCHOOL presents「SHELTER 10days」
- 2013年10月27日 - hibiya yaon 90th anniversary MUSIC MONSTERS SPECIAL 2013 ～Today, Tomorrow & Forever～
- 2013年12月31日 - COUNTDOWN JAPAN 13/14
- 2014年2月23日 - DISK GARAGE MUSIC MONSTERS -2014 winter-
- 2014年2月27日 - 須藤寿&フルカワユタカ生誕前夜祭
- 2014年5月2日,3日 - ART-SCHOOL NEW ALBUM「YOU」Release tour 2014
- 2014年5月11日 - FM802 25th Anniversary 802GO! presents Rockin'Radio! -OSAKAJOH YAON- supported by SPACE SHOWER TV
- 2014年6月8日 - the band apart「BONGO e.p.」release live SMOOTH LIKE BUTTER TOUR
- 2014年8月23日 - Keishi Tanaka presents "ROOMS"
  - w/ Keishi Tanaka
- 2014年8月24日 - MONSTER baSH 2014
- 2014年11月8日 - 音楽と人 LIVE 2014 Vol.5「TOKYO ACOUSTIC SESSION」
  - w/ 木下理樹（ART-SCHOOL）,波多野裕文（People In The Box）, 小林祐介（THE NOVEMBERS）
- 2015年1月18日 - ソロウフェロウ
  - w/ 荒井岳史（the band apart）
- 2016年5月12日 - 東京キネマ倶楽部プレゼンツ～ヨカノスゴシカタ 3～
  - w/ ART-SCHOOL
- 2016年10月2日 - SHELTER 25th Anniversary ～THE REAL THINGS～
  - w/ 夜の本気ダンス
- 2017年3月8日 - ツタロックpresents「順不同vol.1」
  - w/ ent
- 2017年3月25日,26日 - IMAIKE GO NOW 2017
- 2017年5月15日 - SHELTER × Niw! Records presents "EARLY SUMMER DIG"
  - w/ fox capture plan, Sawagi
- 2017年7月8日 - PLAYTHINGS IN THE SKY -THE ACOUSTIC SESSIONS
- 2017年7月21日-8月25日 - LOW IQ 01 LIVE TOUR 2017 "Other Stories Noticed"
  - LOW IQ 01 & THE RHYTHM MAKERS のG, Choとして参加
- 2017年10月31日 - 吉祥寺SHUFFLE 10th Anniversary
  - w/ Charisma.com
- 2018年2月16日 - 「Yesterday Today Tomorrow」発売記念 フルカワユタカ at 代官山蔦屋書店
- 2018年2月24日 - 夢チカLIVE VOL.127
  - w/ INKYMAP, Selfarm, Mr.Nuts
- 2018年3月17日,18日 - SANUKI ROCK COLOSSEUM
- 2018年3月24日,25日 - IMAIKE GO NOW 2018
  - フルカワユタカ（バンドセット，アコースティック）， LOW IQ 01 & THE RHYTHM MAKERS の3ステージ出演。ユタカ祭りとなった。
- 2018年5月18日-6月26日（全15公演）- LOW IQ 01 LIVE TOUR 2018
  - LOW IQ 01 & THE RHYTHM MAKERS and LOW IQ 01 & THE RHYTHM MAKERS+ のG, Choとして参加
  - w/ LOW IQ 01, DAZE（fam、THE FIREWOOD PROJECT、The Yasuno N°5 Group）, +はさらに渡邊忍（ASPARAGUS、Noshow）を加えた4人編成
- 2018年6月1日 - 中村郁実の坊主の弾き語り修行
  - w/ おおはた雄一、住岡梨奈、中村郁実
- 2018年7月7日 - PLAYTHINGS ✕ rawer than raw
- 2018年7月14日 - JOIN ALIVE 2018
  - ソロ夏フェスバージンを北海道に捧げた。
- 2018年7月25日 - F.A.D YOKOHAMA presents THE SUN ALSO RISES vol.57
  - w/ avengers in sci-fi
- 2018年7月27日 - red cloth 15th ANNIVERSARY
  - w/ Bentham
- 2018年8月6日 - EIGHT SIX live
  - LOW IQ 01 & THE RHYTHM MAKERS としての出演
- 2018年9月8日 - BAYCAMP2018
  - LOW IQ 01 & THE RHYTHM MAKERS としての出演
- 2018年9月22日・23日 - 中津川 THE SOLAR BUDOKAN 2018
  - 22日は LOW IQ 01 & THE RHYTHM MAKERS としての出演。23日はフルカワユタカとしての出演。
- 2018年9月27日 - OTODAMA SEA STUDIO 2018 supported by POCARI SWEAT ～ACOUSTIC SESSION 2018～
- 2018年9月29日 - JUNGROOVE PRESENTS “REALITIES vol2” 
  - LOW IQ 01 & THE RHYTHM MAKERSでの出演
- 2018年10月7日 - 気仙沼サンマフェスティバル2018
  - LOW IQ 01 & THE RHYTHM MAKERSでの出演
- 2018年10月10日 - 東北ライブハウス大作戦ツアー 〜relationship FRANCE〜2018 東京編
  - LOW IQ 01 & THE RHYTHM MAKERSでの出演
- 2018年10月13日 - 阿波国 THE SOLAR BUDOKAN 2018
  - LOW IQ 01 & THE RHYTHM MAKERSでの出演
- 2018年10月13日 - 木下理樹生誕祭2018～BAN NEN～
- 2018年10月14日 - ECHOES2018
  - LOW IQ 01 & THE RHYTHM MAKERSでの出演
- 2018年11月1日 - VAM-VIDEO ADDICT MADNESS PRESENTS”GOOD PEOPLE SCENE-3″
  - LOW IQ 01 & THE RHYTHM MAKERSでの出演
- 2018年11月10日 - KOHTEISENSHI
  - w/ HAWAIIAN6
- 2018年11月25日 - 語り-gatari-　平成三十年　秋　第一話　世田谷　supported by Rolling Stone Japan
- 2018年11月30日 - 東京都Words Of Love 公開収録イベント ゲスト
- 2018年12月2日 - POWER STOCK 2018
  - LOW IQ 01 & THE RHYTHM MAKERSでの出演
- 2018年12月7日 - F.A.D YOKOHAMA presents THE SUN ALSO RISES vol.65
  - w/avengers in sci-fi
- 2018年12月13日 - MASTER OF MUSIC 2018
  - LOW IQ 01 & THE RHYTHM MAKERS+での出演
- 2018年12月18日 - 代官山蔦屋書店『クジャクとドラゴン／インサイドアウトとアップサイドダウン』発売記念アコースティックライブ＆サイン会
- 2018年12月27日 - HAWAIIAN6 Hatano presents 「弾き語り ＶＳ 語り」
- 2018年12月31日 - LIVE DI:GA JUDGEMENT 2018
- 2019年2月9日 - LOW IQ 01 20th Anniversary DRUMMERS SESSION
- 2019年2月16日 - y's presents『貴ちゃんナイト vol.11』
  - w/百々和宏（MO’SOME TONEBENDER）、渡會将士（brainchild’s / FoZZtone）、MC：中村貴子